# デジタル人材センター人材スキルアセスメント部
デジタル人材センター人材スキルアセスメント部（デジタルじんざいセンターじんざいスキルアセスメントぶ）は、情報処理安全確保支援士制度の登録事務（取消事務・命令事務を除く）と講習事務、情報処理安全確保支援士試験・情報処理技術者試験の試験事務を行うために独立行政法人情報処理推進機構に設置される組織のことである。東京都文京区の同機構に本部がある。

## 歴史
- 1969年（昭和44年）通商産業省（現 経済産業省）告示に基づく「情報処理技術者認定試験」が創設。実施者は、国（各地方の通商産業局（現 経済産業局））。
- 1970年（昭和45年）情報処理振興事業協会等に関する法律（現 情報処理の促進に関する法律）に基づく国家試験「情報処理技術者試験」となった。実施者は、国（各地方の通商産業局（現 経済産業局））。
- 1984年（昭和59年）4月　情報処理振興事業協会等に関する法律（現 情報処理の促進に関する法律）に基づく指定試験機関として財団法人日本情報処理開発協会（現 一般財団法人日本情報経済社会推進協会）が指定され、同協会は試験事務を実施するために情報処理技術者試験センターを設置した。
- 2004年（平成16年）1月　情報処理推進機構の設置に伴い、試験事務は指定試験機関ではなく情報処理推進機構に行わせることとされたため、センターはそのまま移管された。
- 2007年（平成19年）12月　四国支部および沖縄支部廃止。
- 2009年（平成21年）6月　中国支部廃止。
- 2010年（平成22年）4月　経済産業省は「経済産業省所管独立行政法人の改革について」[1]の中で、情報処理推進機構についても大幅な機構改革を行うことを明らかにした。情報処理技術者試験業務については、問題作成・合否判定など企画・管理業務を除き、3年間以内に民間に運営を移管する。これに伴い支部は全廃するとされた。
- 同年12月　北海道支部、東北支部および九州支部廃止。
- 2011年（平成23年）12月　関東支部、中部支部および近畿支部廃止。これで支部は全て廃止された。
- 2017年 (平成29年） 情報処理の促進に関する法律に基づく国家資格「情報処理安全確保支援士」創設。「情報処理安全確保支援士制度」の登録事務・講習事務は、HRDイニシアティブセンター情報処理安全確保支援士グループ。取消事務及び命令事務は、経済産業大臣[2]。「情報処理安全確保支援士試験」の試験事務は、情報処理技術者試験センター。
- 2018年（平成30年）7月　従来の情報処理技術者試験センターに「情報処理安全確保支援士制度」の登録事務・講習事務が追加され、IT人材育成センター国家資格・試験部に改組。[3][4]
- 2023年（令和5年）7月　情報処理推進機構が組織改編[5]。IT人材育成センターは廃止され、デジタル人材センター国家資格・試験部に改組[6]。
- 2024年（令和6年）12月　デジタル人材センター人材スキルアセスメント部に改組[7]